# Соснувка (Рицький повіт)
Соснувка (пол. Sosnówka) — село в Польщі, у гміні Клочев Рицького повіту Люблінського воєводства.
Населення — 134 особи (2011).
У 1975-1998 роках село належало до Седлецького воєводства.

## Демографія
Демографічна структура станом на 31 березня 2011 року:
|          | Загалом | Допрацездатний вік | Працездатний вік | Постпрацездатний вік |
| -------- | ------- | ------------------ | ---------------- | -------------------- |
| Чоловіки | 78      | 23                 | 43               | 12                   |
| Жінки    | 56      | 10                 | 32               | 14                   |
| Разом    | 134     | 33                 | 75               | 26                   |